# Ricevitore (baseball)

Posizione del ricevitore sul campo da baseball

Il ricevitore (catcher, C) è un ruolo difensivo del baseball e del softball, ricoperto dal giocatore che occupa la sua posizione direttamente dietro casa base, dove riceve i lanci del lanciatore, che spesso chiama lui stesso (cioè sceglie o suggerisce al lanciatore, basandosi sui punti deboli del battitore). Il ricevitore è facilmente riconoscibile per le bardature che indossa (maschera, pettorina, ecc) per evitare infortuni nel caso sia colpito dalla palla (evento tutt'altro che raro).
Egli deve anche occuparsi di fermare i lanci fuori misura del lanciatore, evitare di concedere le palle mancate, proteggere casa base, sistemandosi in modo tale da bloccare il piatto, dai corridori che stanno cercando di segnare, eliminare i corridori che stanno provando a rubare una base (tramite un'azione difensiva che consisterà quindi in un tiro immediato, veloce e preciso verso la base di destinazione, tiro che sarà di ben 40 metri nel caso di un tentativo di rubata della seconda) ed in generale viene considerato il coordinatore, il quarterback della difesa, essendo l'unico giocatore della difesa che per la sua posizione si trova ad avere di fronte tutto il campo e che può facilmente controllare la posizione dei propri compagni di squadra.
Si tratta quindi di un ruolo estremamente importante e difficile da ricoprire, che richiede doti fisiche, abilità difensive e una conoscenza del gioco non comuni, tanto da far sì che spesso un ricevitore abile in difesa ma mediocre in battuta possa venire preferito ad un ricevitore più forte con la mazza ma meno abile con il guanto, oltre ad essere un ruolo particolarmente logorante per le ginocchia, motivo per cui ad alti livelli è difficile trovare ricevitori che siano anche buoni corridori.
Nelle annotazioni relative alle partite, la sua posizione è identificata dal numero 2.